# Championnat de Géorgie de football 1996-1997
Navigation
Saison précédente Saison suivante
La saison 1996-1997 du Championnat de Géorgie de football était la 8e édition de la première division géorgienne. Le championnat, appelé Umaglesi Liga, regroupe les seize meilleurs clubs géorgiens au sein d'une poule unique où les équipes se rencontrent deux fois dans la saison, à domicile et à l'extérieur. En fin de saison, les 3 derniers du classement sont relégués et remplacés par les trois meilleurs clubs de deuxième division.
Le club du FC Dinamo Tbilissi, tenant du titre depuis 7 saisons, remporte à nouveau le championnat, avec 17 points d'avance sur le Kolkheti 1913 Poti et 19 sur le Dinamo Batoum. Le Dinamo réussit un 6e doublé Coupe-championnat consécutif après sa victoire en Coupe de Géorgie face au Dinamo Batoum.

## Les 16 clubs participants
| - FC Dinamo Tbilissi - Guria Lanchkhuti - Metalurg Rustavi - Kolkheti 1913 Poti - Torpedo Koutaïssi - Dinamo Batoum - Dinamo Zugdidi - Iberia Khashuri | - FC Merani Tbilissi - Promu de Pirveli Liga - Sioni Bolnissi - Dila Gori - FC Samtredia - Samgurali Tskhaltubo - Promu de Pirveli Liga - Shevardeni Tbilissi - Kakheti Telavi - Margveti Zestaponi |

## Compétition

### Classement
Le barème de points servant à établir tous les classements se décompose ainsi :
- Victoire : 3 points
- Match nul : 1 point
- Défaite : 0 point

| Rang | Équipe                     | Pts | J  | G  | N  | P  | Bp  | Bc | Diff |
| ---- | -------------------------- | --- | -- | -- | -- | -- | --- | -- | ---- |
| 1    | FC Dinamo Tbilissi (T) (C) | 81  | 30 | 26 | 3  | 1  | 101 | 23 | +78  |
| 2    | Kolkheti 1913 Poti         | 64  | 30 | 20 | 4  | 6  | 75  | 28 | +47  |
| 3    | Dinamo Batoum              | 62  | 30 | 18 | 8  | 4  | 71  | 22 | +49  |
| 4    | FC Merani Tbilissi (P)     | 60  | 30 | 18 | 6  | 6  | 53  | 28 | +25  |
| 5    | Torpedo Koutaïssi          | 46  | 30 | 14 | 4  | 12 | 70  | 58 | +12  |
| 6    | Odishi Zugdidi             | 40  | 30 | 13 | 1  | 16 | 51  | 57 | -6   |
| 7    | Margveti Zestafoni         | 38  | 30 | 12 | 2  | 16 | 44  | 66 | -22  |
| 8    | Dila Gori                  | 37  | 30 | 10 | 7  | 13 | 30  | 39 | -9   |
| 9    | Sioni Bolnissi             | 36  | 30 | 10 | 6  | 14 | 30  | 39 | -9   |
| 10   | Metalurg Rustavi           | 35  | 30 | 11 | 2  | 17 | 44  | 57 | -13  |
| 11   | Samgurali Tskhaltubo (P)   | 35  | 30 | 10 | 5  | 15 | 35  | 54 | -19  |
| 12   | Shevardeni Tbilissi        | 34  | 30 | 8  | 10 | 12 | 37  | 40 | -3   |
| 13   | Guria Lanchkhuti           | 33  | 30 | 10 | 3  | 17 | 33  | 63 | -30  |
| 14   | FC Samtredia               | 26  | 30 | 9  | 4  | 17 | 31  | 57 | -26  |
| 15   | Kakheti Telavi             | 26  | 30 | 10 | 1  | 19 | 29  | 66 | -37  |
| 16   | Iveria Khashuri            | 21  | 30 | 5  | 6  | 19 | 24  | 61 | -37  |

|  | Qualification pour la Ligue de champions 1997-1998                                       |
|  | Qualification pour la Coupe des Coupes 1997-1998                                         |
|  | Qualification pour la Coupe UEFA 1997-1998                                               |
|  | Qualification pour la Coupe Intertoto 1997                                               |
|  | Relégation directe en deuxième division                                                  |
|  | (T) : Tenant du titre (C) : Vainqueur de la Coupe de Géorgie (P) : Promu de Pirveli Liga |

## Bilan de la saison
| Championnat de Géorgie de football 1996-1997 |                               |
| Champion                                     | FC Dinamo Tbilissi (8e titre) |
| Coupes et trophées                           |                               |
| Vainqueur de la Coupe de Géorgie 1996-1997   | FC Dinamo Tbilissi            |
| Qualifications continentales                 |                               |
| Ligue des champions 1997-1998                | FC Dinamo Tbilissi            |
| Coupe des Coupes 1997-1998                   | Dinamo Batoum                 |
| Coupe UEFA 1997-1998                         | Kolkheti 1913 Poti            |
| Coupe Intertoto 1997                         | FC Merani Tbilissi            |
| Promotions et relégations                    |                               |
| Promus en Umaglesi Liga                      | Lokomotiv Tbilissi            |
| Promus en Umaglesi Liga                      | Magaroeli Chiatura            |
| Promus en Umaglesi Liga                      | FC Morkinali Tbilissi         |
| Relégués en Pirveli Liga                     | FC Samtredia                  |
| Relégués en Pirveli Liga                     | Kakheti Telavi                |
| Relégués en Pirveli Liga                     | Iveria Khashuri               |